# Sundsvallsrevyn
Sundsvallsrevyn är en lokalrevy i Sundsvall, som troligen hade sin början under tidigt 1930-tal. Sundsvallsrevyn förknippades länge med "revypappa" Elis Ågren, tills denne dog 1979. Efter dennes frånfälle tog makarna Claes och Berit Grebenö över revyn, och drev den tillsammans med en förening. Med premiär på nyårsafton 1979 satte sedan Sundsvallsrevyn och paret Grebenö upp årliga nyårsrevyer, där paret Grebenö var professionella och ensemblen i övrigt mestadels amatörer. Jacke Sjödin kom småningom att ofta fungera som regissör.
Mot slutet tunnades produktionen ut något med revyer vartannat år 2003, 2005 och 2007. Hilberts pärlor, 2007 års nyårsrevy, förefaller vara Sundsvallsrevyns sista produktion. I den medverkande bland andra Jens Kristensen från Östen med Resten som också varit med i Iggesundsrevyn.
Under makarna Grebenös tid fick Sundsvallsrevyn organisationen Lokalrevyer i Sveriges pris "Liston" fyra gånger. Berit Grebenö fick utmärkelsen Povels penna 1995, och paret Grebenö tilldelades Karl Gerhard-stipendiet 1999 samt Karl Gerhards hederspris 2001.